# بيل دامشكي
بيل دامشكي (بالإنجليزية: Bill Damaschke)‏ مواليد 20 نوفمبر 1963 في شيكاغو، هو ممثل ومنتج أمريكي.

## الأعمال
- كونغ فو باندا
- إشاعة القرش
- أمير مصر
- بوكاهونتاس

## روابط خارجية
- بيل دامشكي على موقع IMDb (الإنجليزية)
- بيل دامشكي على موقع قاعدة بيانات الفيلم (الإنجليزية)